# دوني ميرفي
دوني ميرفي (بالإنجليزية: Donnie Murphy)‏ هو لاعب كرة قاعدة أمريكي، ولد في 10 مارس 1983 في لاكيووود في الولايات المتحدة.

## وصلات خارجية
- دوني ميرفي على موقع دوري كرة القاعدة الرئيسي (الإنجليزية)
- دوني ميرفي على موقعبيزبول رفرنس.كوم (الدوري الرئيسي) (الإنجليزية)
- دوني ميرفي على موقعبيزبول رفرنس.كوم (الدوري الثانوي) (الإنجليزية)
- دوني ميرفي على موقع إي إس بي إن.كوم (أم.أل.بي) (الإنجليزية)
- دوني ميرفي على موقع مشجعي الرسوم البيانية (الإنجليزية)